# Tuborecta
Tuborecta es un género de foraminífero bentónico de la familia Syzraniidae, de la superfamilia Robuloidoidea, del suborden Lagenina y del orden Lagenida. Su especie tipo es Tuborecta vagranica. Su rango cronoestratigráfico abarca desde el Pridoliense (Silúrico superior) hasta el Lochkoviense (Devónico inferior).

## Clasificación
Tuborecta incluye a las siguientes especies:
- Tuborecta vagranica